# صباراوات
صباراوات (الاسم العلمي: Cactoideae) هي أسرة نباتية تتبع فصيلة الصبارية من رتبة القرنفليات.

## قبائل
- الصباراوية
- الشمعاوية
- الأملوداوية

## أجناس
- الضرعاء
- الإسكوبارية
- الشمعية
- صبار قنفذ Echinopsis